# Borstbaggar
Borstbaggar (Dasytidae) är en familj av mindre, mjukskaliga skalbaggar i underordningen allätarbaggar. I Sverige är 16 arter kända och i hela världen några tusen.
De har trådlika pannspröt. Arterna väcka uppmärksamhet genom sin förmåga att skjuta ut röda, blåslika bihang på sidorna av kroppen, då man fattar dem med handen. Larverna lever i murket trä av andra insekters larver.